# Седрик (пароход)
«Се́дрик» (англ. RMS Cedric) — британский трансатлантический пароход «Уайт Стар Лайн», второй из четырёх пароходов типа «Большая четвёрка»: «Селтик», «Седрик», «Балтик», «Адриатик».

## Спуск на воду, первый рейс
«Седрик» был спущен на воду в декабре 1902 года после этого его поместили в сухой док где оснастили винтами, трубами и мачтами. В первый рейс отправился из Ливерпуля в Нью-Йорк. Внешний вид и интерьер «Седрика» был схож с «Селтиком», но «Седрик» был короче «Селтика» на 1 метр. Он совершал рейсы по маршруту Ливерпуль — Нью-Йорк без каких-либо происшествий до войны.

## Военная служба, дальнейшая карьера
Во время Первой мировой войны «Седрик» стал войсковым транспортом и перевозил войска в Средиземноморье. После войны судно было возвращено владельцу. «Седрик» отправили в Белфаст для переделки двигателей. После этого «Седрик» стал совершать рейсы между Ливерпулем, Ирландией и Нью-Йорком с заходом в Бостон.

## Закат карьеры
После биржевого краха судьба пароходов была сомнительна, и «Седрик» стал совершать круизы в Средиземноморье, но это не спасло «Седрик»: был продан на металлолом за 22 150 фунтов стерлингов и совершил последний рейс 5 сентября 1931 года в Инверкитинг, где был разобран, в 1932 году.